# Колочеп (острво)
Колочеп (итал. Calamotta) је једно од Елафитских острва, које се налазе у Јадранском мору код Дубровника. На њему постоје два насељена места, Горње и Доње Чело у којима је према попису становништва 1991. године, у Колочепу је живело 148 становника, док је 2001. године у њему било 174 становника, од чега њих 114 у Доњем и њих 60 у Горњем Челу.
Површина острва износи 2.43 km², дужина обалске линије износи 12.87 km, а највиши врх (Криж) је висок 125 m.

## Прошлост
Острво је 1080. године поклонила Дубровнику, далматинска краљица Живана (Сива) и њен син Силвестер.